# Neptis damarete
Neptis damarete är en fjärilsart som beskrevs av Hans Fruhstorfer 1908. Neptis damarete ingår i släktet Neptis och familjen praktfjärilar. Inga underarter finns listade i Catalogue of Life.